# Modra jama, Malta
Modra jama (malteško Taħt il-Ħnejja, angleško Blue Grotto) je jama na Malti na jugozahodu otoka blizu Żurrieqa in je dostopna samo po morju.
Zahodno od Wied iż-Żurrieqa je fjordu podoben zaliv, kamor je mogoče priti prek Żurrieqa in kamor vozijo turistični čolni v mirnem morju mimo prvega dela čeri, preden pridejo do več jam.
Sistem jam sestavlja šest dvoran, od katerih je Modra jama največja in najveličastnejša. Nastale so v stoletjih vztrajnega delovanja valov in drugih naravnih elementov. Pri domačinih je zaradi monumentalnega vhodnega oboka znana kot Taħt il-Ħnejja ('pod obokom'). Dolga je približno 90 m, visoka 40 m in ima dva vhoda. Voda je zelo jasna in se blešči v sončni svetlobi nebesno modro. To je posledica modrozelenih cepljivk. Včasih je videti oranžne barvne lise, ki niso korale, kot včasih trdijo poveljniki, temveč vrsta alg. Nebo kaže belo peščeno morsko dno, ki daje svetlo barvo kobalta, medtem ko jame zrcalijo oranžno, vijolično in zeleno glede na minerale in alge v skalah. Ta posebni spektakel barv je vsak dan viden od sončnega vzhoda do okoli 13. ure in je skupaj z belo peno valov, ki butajo ob pečine, izredno fotografsko ozadje.
Jama je izjemno priljubljena, saj jo obišče okoli 100.000 turistov letno, tudi potapljače. Prikazana je bila tudi v filmu Troja (2004), v katerem je igral Brad Pitt.
Če je morje preveč nemirno ali če ni dovolj časa za izlet z ladjo, se da po cesti pripeljati na ogledno ploščad, od koder je znamenitost prav tako vidna.
- Voda v Modri jami
- Modre alge
- Modra jama z morske strani